# Kent Fearns
Kent Fearns (* 13. September 1972 in Langley, British Columbia) ist ein ehemaliger kanadischer Eishockeyspieler, der in seiner aktiven Zeit von 1991 bis 2005 unter anderem für die München Barons, den ERC Ingolstadt und  die Hamburg Freezers in der Deutschen Eishockey Liga gespielt hat. 

## Karriere
Kent Fearns begann seine Karriere als Eishockeyspieler in der Mannschaft des Colorado College, für die er von 1991 bis 1995 aktiv war. In diesem Zeitraum wurde er im NHL Supplemental Draft 1993 als sechster Spieler von den Hartford Whalers ausgewählt, für die er allerdings nie spielte. Stattdessen stand der Verteidiger in der Saison 1995/96 bei den Flint Generals aus der Colonial Hockey League, den Cape Breton Oilers aus der American Hockey League, sowie den Knoxville Cherokees aus der East Coast Hockey League unter Vertrag. Die folgende Spielzeit begann er erneut in Knoxville, jedoch wechselte er im Laufe der Saison in die International Hockey League, in der er zunächst für Las Vegas Thunder und anschließend für die Manitoba Moose auflief. Anschließend blieb der Linksschütze in Manitoba, für das er weitere zwei Jahre in der IHL spielte.
Im Sommer 1999 wurde Fearns von den neugegründeten München Barons aus der DEL verpflichtet, mit denen er in der Saison 1999/2000 zunächst Deutscher Meister wurde, ehe er im folgenden Jahr mit seiner Mannschaft im DEL-Finale an den Adler Mannheim scheiterte. Als die Barons 2002 nach Hamburg umgesiedelt wurden, verließ der Kanadier den Verein und spielte ein Jahr lang für den ERC Ingolstadt, ehe er zur Saison 2003/04 doch noch zu seinem umgesiedelten und in Hamburg Freezers umbenannten Ex-Club zurückkehrte. Nach dem Erreichen des Playoff-Halbfinales mit den Freezers unterschrieb Fearns beim amtierenden österreichischen Meister EC KAC, bei dem er 2005 seine Laufbahn beendete.

## Erfolge und Auszeichnungen
- 2000 Deutscher Meister mit den München Barons
- 2001 Deutscher Vizemeister mit den München Barons